# Marion Chevrier
Marion Chevrier (11 giugno 2001) è una sciatrice alpina francese.

## Biografia
Originaria di Verthier di Doussard e attiva in gare FIS dall'ottobre del 2017, la Chevrier ha esordito in Coppa Europa il 21 gennaio 2019 a Zinal in slalom gigante e in Coppa del Mondo l'11 novembre 2023 a Levi in slalom speciale, in entrambi i casi senza completare la prova; sempre in slalom speciale in Coppa Europa ha conquistato il primo podio, il 16 dicembre 2023 in Valle Aurina (3ª), e la prima vittoria, il 20 gennaio 2025 a Zell am See. Ai Mondiali di Saalbach-Hinterglemm 2025, sua prima presenza iridata, si è classificata 10ª nello slalom speciale e 11ª nella combinata a squadre; non ha preso parte a rassegne olimpiche.

## Palmarès

### Coppa del Mondo
- Miglior piazzamento in classifica generale: 87ª nel 2024

### Coppa Europa
- Miglior piazzamento in classifica generale: 4ª nel 2025
- Vincitrice della classifica di slalom speciale nel 2025
- 6 podi:
  - 3 vittorie
  - 2 secondi posti
  - 1 terzo posto

#### Coppa Europa - vittorie
| Data            | Località        | Paese     | Specialità |
| --------------- | --------------- | --------- | ---------- |
| 20 gennaio 2025 | Zell am See     | Austria   | SL         |
| 3 febbraio 2025 | Špindlerův Mlýn | Rep. Ceca | SL         |
| 4 febbraio 2025 | Špindlerův Mlýn | Rep. Ceca | SL         |

Legenda:

SL = slalom speciale

### Campionati francesi
- 2 medaglie:
  - 1 oro (slalom speciale nel 2020)
  - 1 bronzo (slalom speciale nel 2025)